# Bitonto
Bitonto là một thành phố và cộng đồng (comune) thủ phủ tỉnh Crotone trong vùng Pugliao miền bắc nước Ý.
Bitonto có cự ly 11 km (6,8 mi) về phía tây Bari, gần bờ biển của biển Adriatic. Đô thị Bitonto có diện tích 172,9 ki lô mét vuông, dân số thời điểm năm 31 tháng 12 năm 2007 là 56.302 người.
Đô thị Bitonto có các đơn vị dân cư (frazioni) sau: Mariotto, Palombaio.
Các đô thị giáp ranh: Bari, Bitetto, Palo del Colle, Altamura, Toritto, Ruvo di Puglia, Terlizzi, and Giovinazzo.